# Помощник (Microsoft Office)
Офисный помощник в Microsoft Office — функция помощи пользователям в виде интерактивного анимированного персонажа, являющаяся частью интерфейса пользователя в MS Office. Использует модифицированную технологию Microsoft Bob и Microsoft Agent, предлагая рекомендации, основанные на байесовских алгоритмах. Разработан в университете Ватерлоо.
В Microsoft Office для ОС Windows эта функция включалась с версии ’97 до версии 2003, в Microsoft Publisher — с версии ’98 до версии 2004, в Microsoft Office для Mac — с версии ’98 до версии 2004. По умолчанию помощником в английской версии Windows был персонаж в виде скрепки по прозвищу Скрепыш (англ. Clippit, от paperclip — «скрепка» и, предположительно, clip it — «закрепи»; также Clippy). Персонаж был придуман Кеваном Дж. Аттеберри (англ. Kevan J. Atteberry). Обычно Скрепыш появлялся на экране при первом запуске программы.
Помимо Скрепыша, были и другие предустановленные и дополнительные помощники, число и номенклатура которых изменялись от версии к версии. С 1997 года помощники стали доступны для загрузки на сайте Microsoft. Некоторые помощники были специфичны для определённых условий (например, предназначенные для помощи в области работы с текстами из иероглифов или доступные только для Macintosh).

## История
По словам Алана Купера, «отца Visual Basic», концепция Скрепыша была основана на результатах исследований, проведённых в Стэнфордском университете, показавших, что часть мозга, отвечающая за использование мыши и клавиатуры, также отвечает за эмоциональные реакции при взаимодействии с другими людьми. Microsoft пришла к выводу, что если люди реагируют на компьютеры так же, как и на реальных людей, было бы полезно включить в своё программное обеспечение лицо, подобное человеческому.
Впервые представленный в Microsoft Office 97, офисный помощник во время разработки носил кодовое название TFC. Он появлялся, когда программа определяла, что пользователю можно помочь с помощью мастеров Office, найти нужные инструкции в справке или предоставить ему рекомендации по более эффективному использованию Office. Также он предоставлял советы и сочетания клавиш. Например, если пользователь печатал адрес, а затем слово «Уважаемый», помощник появлялся на экране со словами: «Похоже, вы пишете письмо. Вам нужна помощь?»

## Критика
Функция вызвала сильную негативную реакцию со стороны некоторых пользователей. Microsoft выключила функцию по умолчанию в Office XP, признав её непопулярность в рекламной кампании, высмеивающей Скрепыша.
Алан Купер считает, что причина провала «помощников» в том, что антропоморфизм этих персонажей создаёт у пользователя завышенные ожидания в отношении их разумности и способности помочь и в дальнейшем эти ожидания не оправдываются.

## Прекращение поддержки
В 2001 году в связи с намеченным «увольнением» Скрепыша из версии Office XP компания Microsoft создала специальный посвящённый ему шуточный сайт officeclippy.com (ныне не функционирует). На сайте был опубликован его «послужной список». Из списка можно было узнать, в частности, что в 1995—1996 годах Скрепыш занимал пост руководителя технического отдела в компании Software Associates, где «помогал вытаскивать флоппи-диски из дефектных приводов». Посетителям сайта предлагалось также проголосовать за дальнейшую карьеру Скрепыша. Среди предложенных вариантов значились «профессии» отмычки, обычной скрепки для бумаг, шеф-повара, лидера рок-группы и даже президента США.
Функция помощника была удалена полностью в Office 2007 и Microsoft Office 2008 для Mac, так как она вызвала критику со стороны клиентов и даже сотрудников Microsoft. Тем не менее Скрепыш присутствовал в бета-версии Office 2007.